# Residenzschloss Dresden

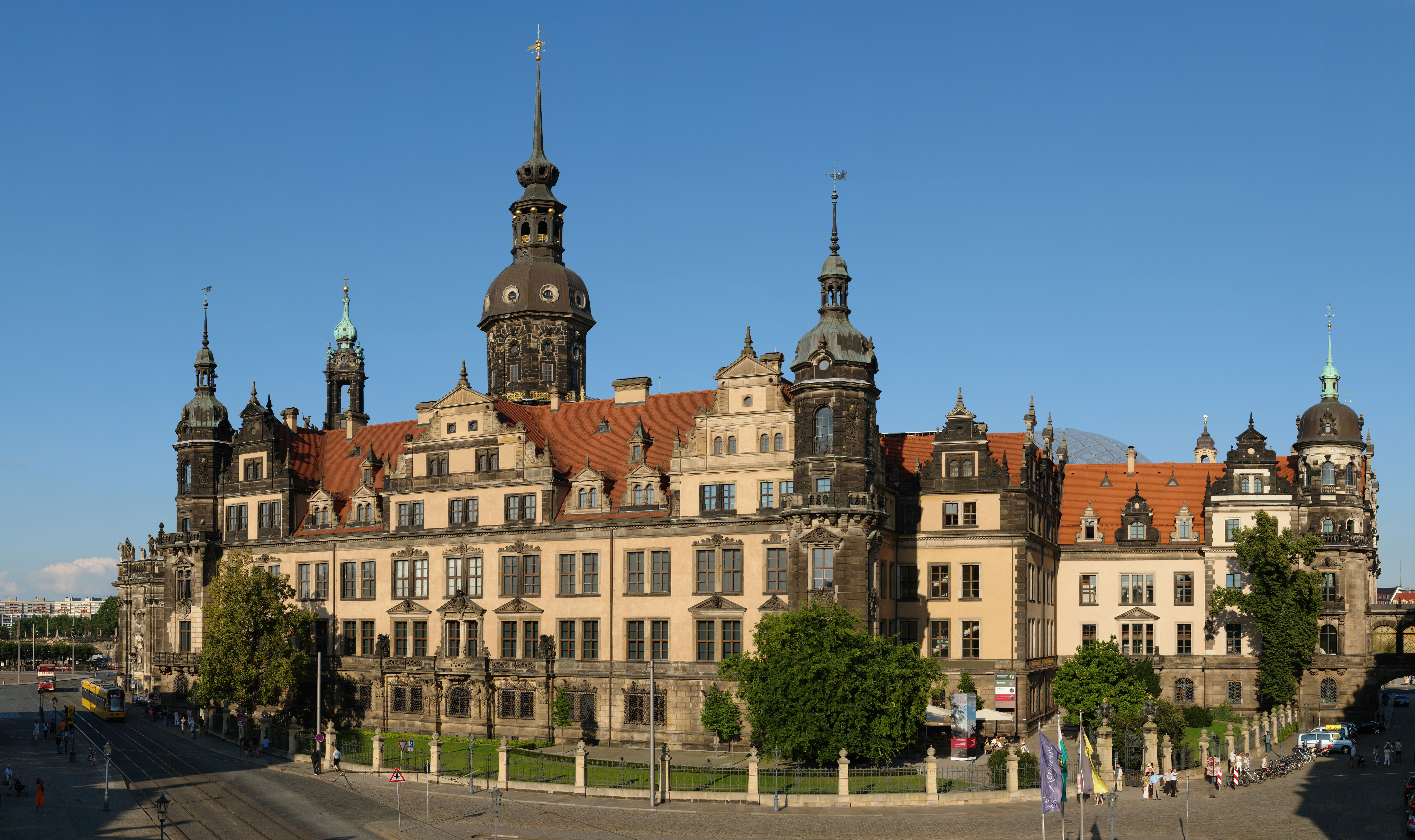
Residenzschloss met Hausmannsturm

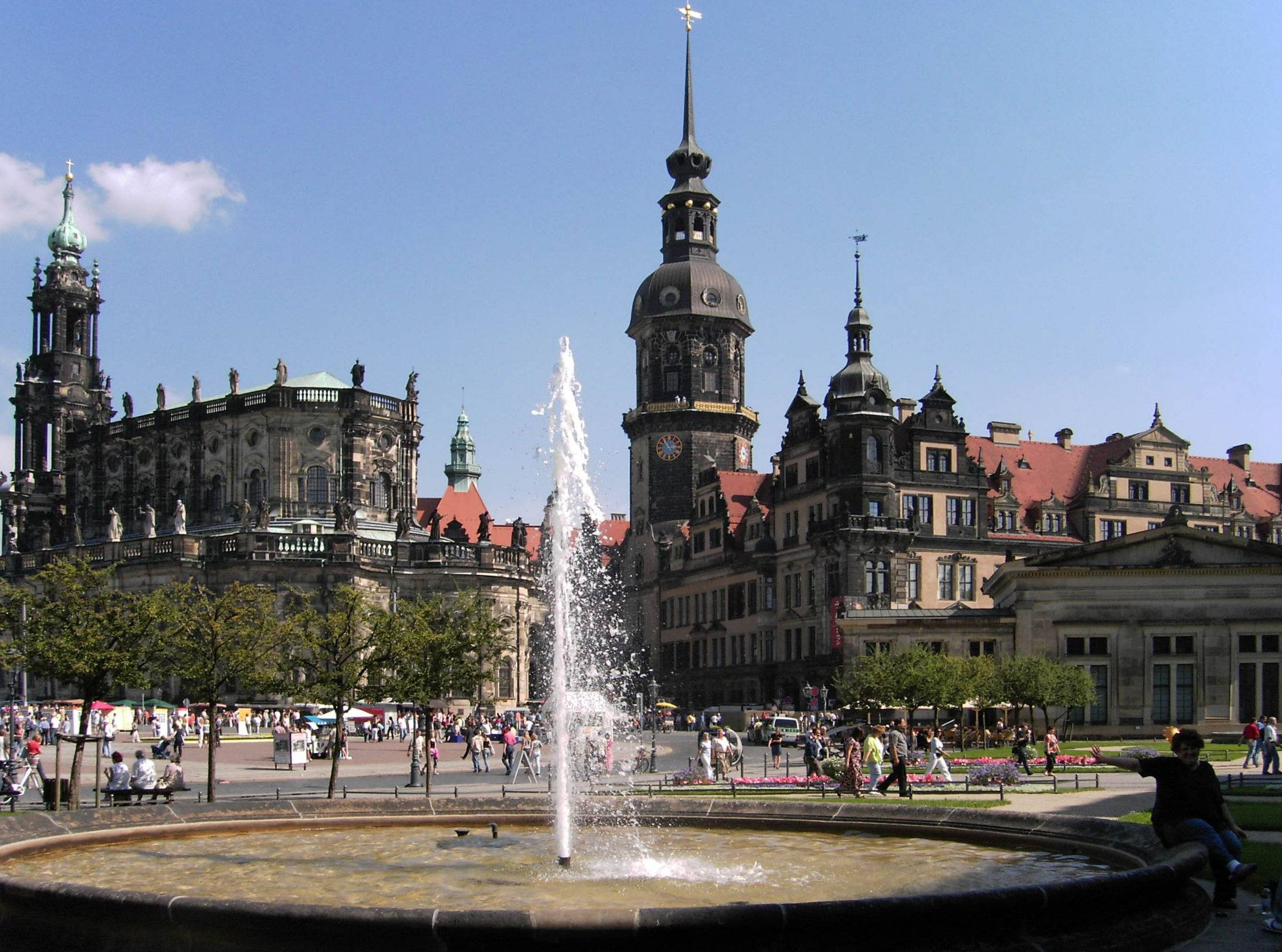
Links Hofkirche en rechts Residenzschloss

Het Residenzschloss Dresden is een paleis en een van de oudste gebouwen in Dresden en was de residentie van de keurvorsten (1547-1806) en koningen (1806-1918) van Saksen. Een van de meest fascinerende eigenschappen van het kasteel is de veelheid aan architectonische stijlen, van barok tot neorenaissance. Het ligt dicht bij de Katholische Hofkirche. Het is gelegen aan de Schloßplatz. 

## Geschiedenis
Het oorspronkelijke kasteel was Romaans, gebouwd rond 1200. Het werd uitgebreid tussen 1471-1474 door de meester-bouwer Arnold von Westfalen. In het midden van de zestiende eeuw werd een aanvulling in Renaissance-stijl toegevoegd. Na een grote brand in 1701 reconstrueerde Augustus II de Sterke een groot deel van het kasteel in de barokstijl.
Tussen 1723-1726 werd de Zilveren Kamer en de Heraldische Kamer. Tussen 1727-1729 werden de kamer met open haard, Juwelen Kamer, Ivoren Kamer en Bronzen Kamer gebouwd.
Tijdens de Tweede Wereldoorlog werd het kasteel ernstig beschadigd. Vanaf 1960 vond de eerste restauratie plaats.
Tegenwoordig is er ook een museum in. In 2004 en 2006 is de Grünes Gewölbe geopend.